# خالصه (سیک)
خالِصه (به پنجابی: ਖ਼ਾਲਸਾ خالصه) (به انگلیسی: Khalsa) همهٔ سیک‌های غسل تعمید داده شده توسط نمایندگان پنج پیاره و تجسم گورواست. واژه خالصه به معنای ناب یا آزاد است. خالصه در ۳۰ مارس ۱۶۹۹ توسط گورو گوبیند سینگ، دهمین گوروی سیک شروع شد. از همه سیک‌ها انتظار می‌رود خالصه باشند یا در راه نیل به آن هدف باشند.
مراسم غسل تعمید خالصه شامل خوردن آمریت (آب قند هم زده شده با خنجر) در حضور پنج سیک خالصه و گورو گرانت صاحب است.

## پذیرش

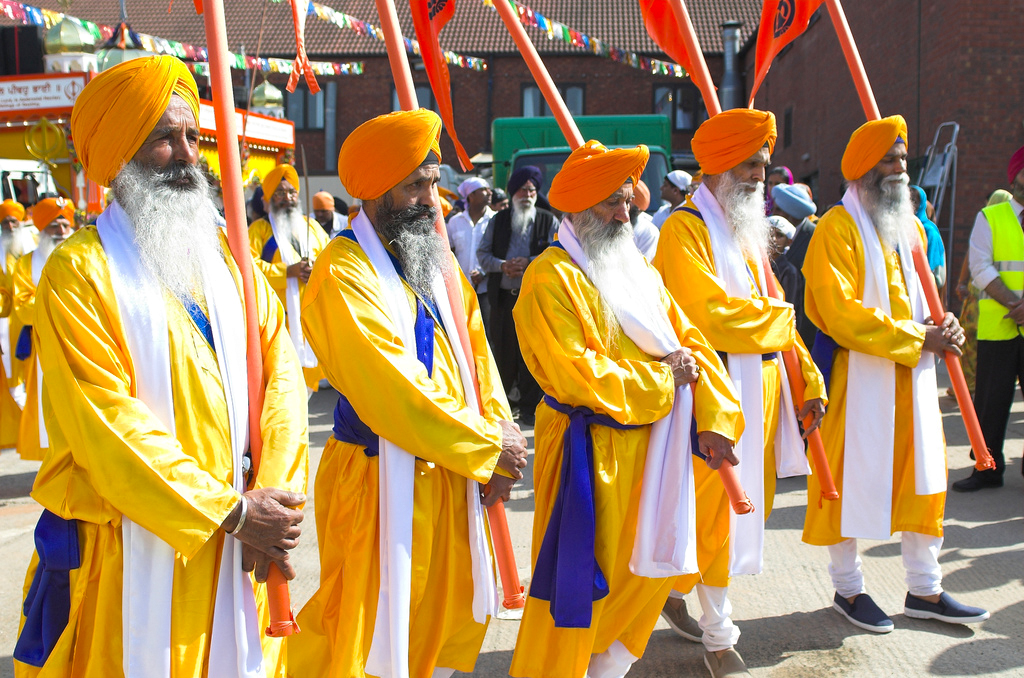
پنج پیاره

پذیرش فرد خالصه بدین ترتیب انجام می‌شود:
1. نباید هرگز مویی را از هیچ بخشی از بدنت بزدایی
2. نباید هرگز از تنباکو، الکل یا هر مسکر دیگری استفاده کنی
3. هرگز نباید گوشت حیوانی که به شیوه مسلمانان (حلال) یا یهودیان (کوشر) کشته شده بخوری
4. هرگز نباید زنا کنی. فرد پذیرفته شده باید همواره نمادهای فیزیکی خالصه را بپوشد و دستورالعمل رفتاری آن را اجرا کند.[۴][۵]